# Екстрофія сечового міхура
Екстрофія сечового міхура (від грец. ἐκστροφή, «навиворіт») — вроджена патологія, при якій сечовий міхур та структури, що до нього прилягають, вивернуті назовні, а передня черевна стінка не покриває ці органи. Патологія також часто включає аномалії кісток тазу, тазового дна та геніталій. Основний ембріологічний механізм, що призводить до екстрофії сечового міхура, невідомий, хоча вважають, що частково це пов'язано з невдалим зміцненням клоакальної мембрани основною мезодермою.

## Клінічні прояви
Клінічна картина екстрофії сечового міхура є характерною і складається з таких ознак: внизу живота є дефект передньої черевної стінки, який має вигляд яскраво-червоного утворення. Із сечоводів постійно виділяється сеча. У хлопчиків практично завжди є епіспадія, статевий член слаборозвинений і вкорочений, підтягнутий до передньої черевної стінки, розщеплена уретра стикається зі слизовою оболонкою сечового міхура, мошонка нерозвинена. У дівчаток виявляють розщеплення клітора, розщеплення або відсутність сечоводу, спайки великих і малих статевих губ.

## Лікування
Лікування екстрофії сечового міхура вимагає серії хірургічних втручань, які проводять протягом кількох років. У перші 24—48 годин після народження дитини проводиться первинне закриття сечового міхура. Під час цієї операції розщеплені лобкові кістки з'єднуються, сечовий міхур закривається, розміщується у таз та закривається черевна стінка. Проводиться спеціальна пластика, щоб сечовий міхур міг утримувати сечу. Відновлення геніталій хлопчиків та дівчаток, як правило, проводиться у різний час. У дівчаток відновлення геніталій відбувається під час першої операції. У хлопчиків подібне хірургічне втручання проводиться між першим та другим роком життя. Відновлення шийки сечового міхура проводиться для того, щоб дитина могла самостійно контролювати сечовиділення. Така операція проводиться у віці 5 років. Під час цієї операції сечовід переміщують так, щоб запобігти рефлюксу сечі назад у нирки, а сфінктер міг відкриватись та закриватись тільки тоді, коли сечовий міхур повний.